# Jerome Bunty Chaffee

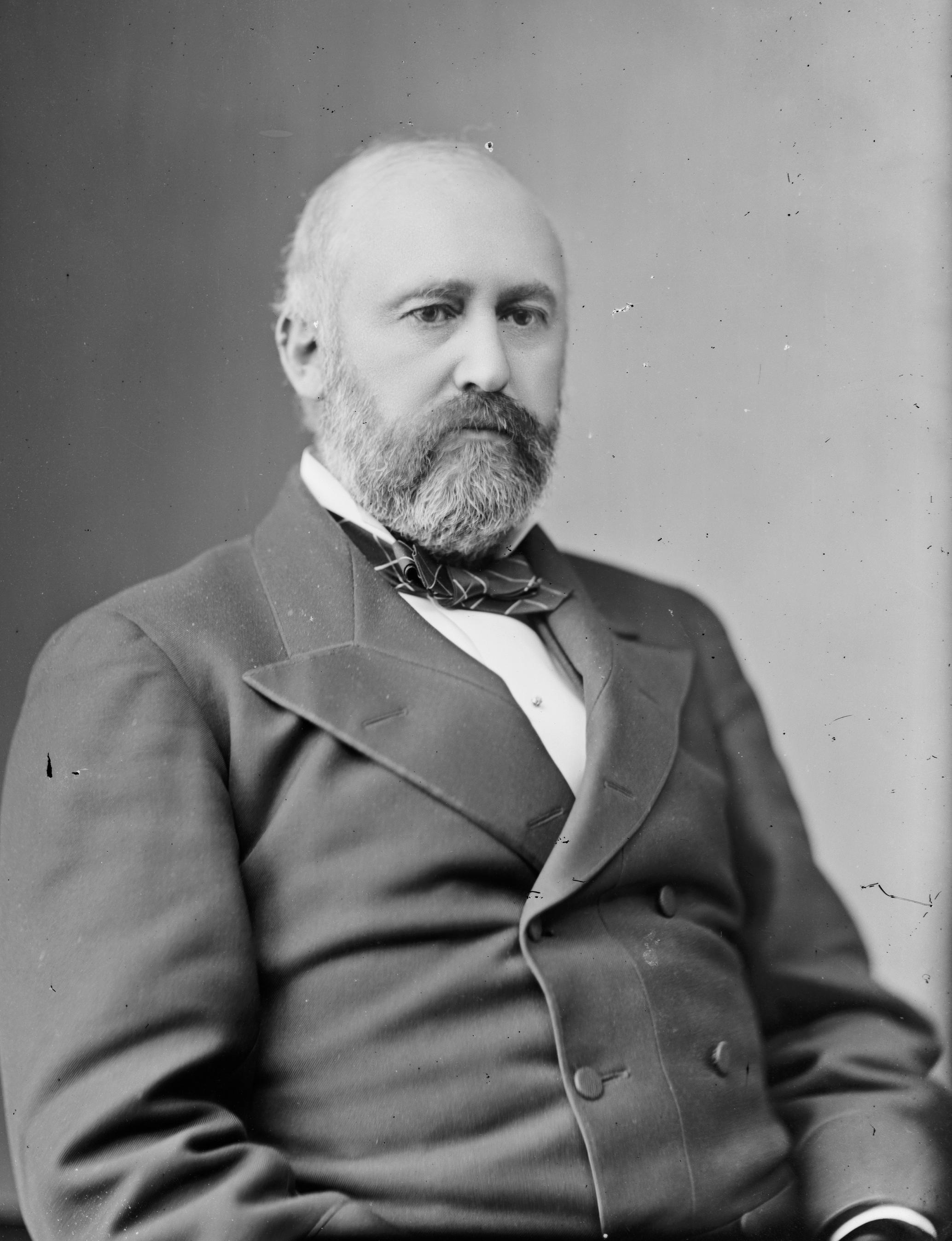
Jerome Bunty Chaffee

Jerome Bunty Chaffee (* 17. April 1825 im Niagara County, New York; † 9. März 1886 im Westchester County, New York) war ein US-amerikanischer Politiker.

## Leben

### Werdegang

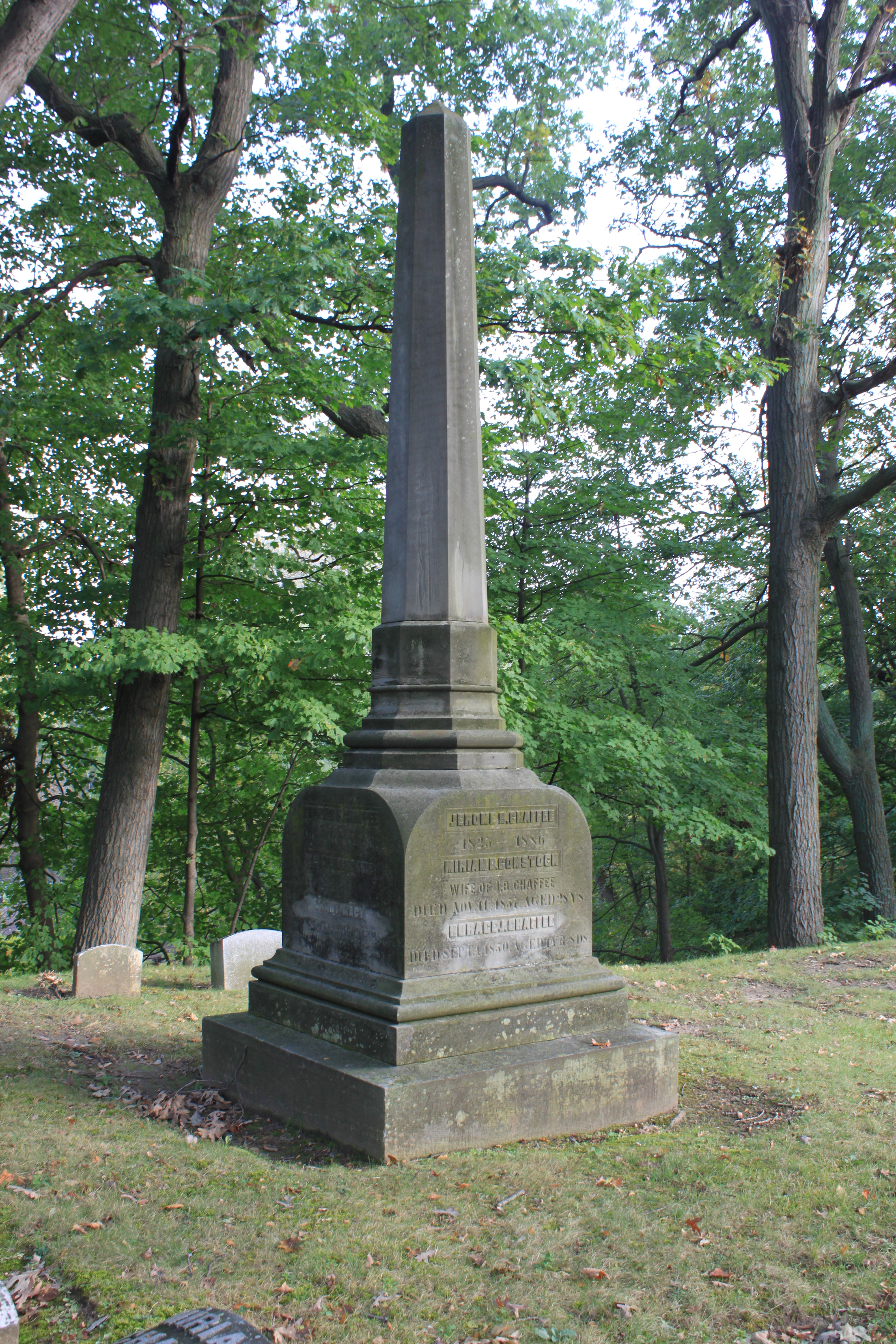
Chaffees Grab auf dem Oakwood Cemetery in Adrian, Michigan

Jerome Chaffee wuchs in der Kleinstadt Cambria, New York auf und genoss an einer Schule in Lockport, ebenfalls in New York gelegen, seine Schulausbildung. Durch das bescheidene finanzielle Einkommen der Eltern musste Chaffee als junger Erwachsener auf den Besuch einer höheren Schule verzichten. Als Angestellter in einer Drogerie verdiente er sich daher den ersten Lebensunterhalt.
1844 zog Chaffee nach Adrian, Michigan und eröffnete dort einen Gemischtwarenladen. Auch unterrichtete er als Hilfslehrer an einer örtlichen Schule. In den kommenden acht Jahren, die Chaffee in Adrian lebte, heiratete er, und wurde Vater von vier Töchtern. Allerdings starb seine Frau bereits früh. Chaffee zog 1852 nach Saint Joseph (Missouri), wo er eine Bank eröffnete und diese drei Jahre lang leitete. 1855 zog er weiter nach Elmwood im Kansas-Territorium, wo er sich als Landspekulant einen Namen machte. Weitere vier Jahre später, im Zuge des Goldrausches, verschlug es ihn 1859 ins Colorado-Territorium, wo er zu den ersten Siedlern auf dem Boden der heutigen Metropole Denver zählte. Auch gilt Chaffee heute als einer der Stadtväter Denvers. 1861 war er Besitzer einer Goldmine in Gilpin County und bald darauf ein wohlhabender Mann. Dieses Wohlhaben investierte Chaffee 1865 in den Bau der First National Bank of Denver, der er bis 1880 als Präsident vorstand.

### Politischer Werdegang
Chaffee, der Parteimitglied der Republikaner war, wurde 1861 ins Abgeordnetenhaus des Colorado-Territoriums gewählt und verblieb dort bis 1863. Zuletzt wurde er 1863 zum Sprecher des Hauses gewählt.
Nach sieben Jahren politischer Pause kandidierte Chaffee 1870 für einen Sitz im Repräsentantenhaus der Vereinigten Staaten in Washington, D.C., wo er das Colorado-Territorium zwei Wahlperioden lang, vom 4. März 1871 bis 3. März 1875, als nicht stimmberechtigter Delegierter vertrat. Nach der Aufnahme Colorados in die Union im Jahr 1876 wurde Chaffee zu einem der ersten beiden US-Senatoren gewählt und amtierte vom 15. November 1876 bis 3. März 1879. Er wurde von seiner Partei nicht für eine erneute Kandidatur nominiert.
Chaffee galt zu seiner Zeit als führender Republikaner, zu dessen guten Freunden US-Präsident Ulysses S. Grant zählte. Beide arrangierten auch die Hochzeit von Chaffees Tochter Fannie mit Grants Sohn Ulysses im Jahr 1880.

### Spätes Leben
1884, kurz vor seinem Tod, wurde Chaffee zum Parteivorsitzenden der Republikaner für den Bundesstaat Colorado gewählt. Chaffee starb zwei Jahre später an einer Krankheit.

### Vermächtnis
Dem Senator zu Ehren wurde einer der Bezirke in Colorado, Chaffee County, benannt. Auch trägt die 1905 gegründete Kleinstadt Chaffee im Bundesstaat Missouri heute seinen Namen.